# 오익창
오익창(吳益昌)은 1557년(명종 12년) 전라도 무장현에서 태어났다. 본관은 함양(咸陽), 자는 유원(裕遠), 호는 사호(沙湖)이다. 참판 오치선(吳致善)의 6대손이며, 아버지는 진사 오인(吳寅)이다. 1579년 진사시(進士試)에 입격하였다.#

## 생애
1589년 기축옥사의 억울한 죽음에 대하여 상소를 올려 신원한 것으로 많은 사람들의 지지를 받았다. 1597년 명량 해전 당시 통제사 이순신이 전선 12척만 거느린 것을 본 전라도 연해민들이 피란길에 올랐으나, 이들을 설득하여 피란선을 동원하여 수군의 후방을 지원하였다. 또한, 의복과 군량을 공급하는 한편, 솜이불을 모아 물에 적셔 배에 펼쳐 철환을 막게 하였다.
광해군 대 1613년 임해군 역모 사건을 평정한 공로로 익사원종공신(翼社原從功臣) 1등에 참록되었다. 이이첨의 실정에 회의를 품었고, 공조정랑에 있던 오익창은 관직을 버리고 고향으로 돌아왔다. 심원동(深源洞)에 기거하며 시를 짓고 교육에 힘썼다. 1627년 정묘호란 때 왕이 강화도로 피란하자, 도내에 격문을 보내 식량을 모아 강화도로 운반하였다.
1643년(인조 21년) 심원면에서 79세의 나이로 사망하였다.

## 저서
문집으로『사호집(沙湖集)』이 있으며 1773년(영조 49년) 오익창의 7대손인 오성열이 오익창의 글을 모아 3권 2책으로 간행하였다

## 사당
1713년(숙종 39년) 전라도 유림의 공의로 죽산사(竹山祠)를 건립하여 배향하였다.

## 같이 보기
- 기축옥사
- 명량 해전
- 정묘호란
- 사호집
- 오익창 익사원종공신녹권
- 함양 오씨

## 참고 자료
문헌
『문월당선생문집(問月堂先生文集)』
『번암집(樊巖集)』
『사호집(沙湖集)』
『호남절의록湖南節義錄)』

### 웹페이지
- 오익창(吳益昌) - 한국민족문화대백과사전
- 오익창 - 디지털고창문화대전
- 오익창(吳益昌) 인물정보 - 한국학중앙연구원